# Productores de Música de España
Die Productores de Música de España (spanisch „Spanische Musikproduzenten“), kurz Promusicae (Eigenschreibung PROMUSICAE), ist eine Verwertungsgesellschaft mit der Aufgabe, die spanische Musikindustrie global zu vertreten. Der Wirtschaftsverband ist Mitglied der International Federation of the Phonographic Industry (IFPI).

## Geschichte
Die Organisation wurde im Jahr 1958 mit dem Namen Grupo Español de la Federación Internacional de la Industria Fonográfica als Repräsentant der IFPI gegründet. Nach Ende des Franco-Regimes wurde der Verband im Jahr 1978  unter dem Namen Asociación Fonográfica Española (Spanischer Verband der Phonoindustrie), kurz AFE, offiziell anerkannt. Da ab 1982 Musikvideos auch in Spanien populärer wurden, wechselte die Organisation ihren Namen zur Asociación Fonográfica y Videográfica de España (Vereinigung der spanischen Phono- und Videoindustrie), kurz: AFYVE. Seit 2004 trägt der Verband seinen jetzigen Namen Promusicae und ist für die in den 1970er Jahren eingeführte Vergabe der Gold- und Platin-Auszeichnungen für Musikverkäufe und -nutzung zuständig.

## Verleihungsgrenzen der Tonträgerauszeichnungen
Die Album-Auszeichnungen werden abhängig vom Veröffentlichungsdatum des Albums vergeben.

### Alben
| Auszeichnung | bis 31. Oktober 2005 | bis 6. September 2009 | bis 31. Oktober 2011 | seit 1. November 2011 |
| ------------ | -------------------- | --------------------- | -------------------- | --------------------- |
| Gold         | 50.000               | 40.000                | 30.000               | 20.000                |
| Platin       | 100.000              | 80.000                | 60.000               | 40.000                |
| 2× Platin    | 200.000              | 160.000               | 120.000              | 80.000                |
| …            |                      |                       |                      |                       |

### Singles
| Auszeichnung | bis 31. Oktober 2005 | bis 31. März 2007 | bis 31. Dezember 2008 a | bis 31. Dezember 2021 b | bis 10. April 2025 | seit 11. April 2025 |
| ------------ | -------------------- | ----------------- | ----------------------- | ----------------------- | ------------------ | ------------------- |
| Gold         | 25.000               | 10.000            | 10.000                  | 20.000                  | 30.000             | 50.000              |
| Platin       | 50.000               | 20.000            | 25.000                  | 40.000                  | 60.000             | 100.000             |
| 2× Platin    | 100.000              | 40.000            | 50.000                  | 80.000                  | 120.000            | 200.000             |
| …            |                      |                   |                         |                         |                    |                     |

| Auszeichnung | 10. November 2013 bis 31. Dezember 2014 |
| ------------ | --------------------------------------- |
| Gold         | 4.000.000                               |
| Platin       | 8.000.000                               |
| 2× Platin    | 16.000.000                              |
| …            |                                         |

### Videoalben
| Auszeichnung | bis 31. Dezember 2020 |
| ------------ | --------------------- |
| Gold         | 10.000                |
| Platin       | 25.000                |
| 2× Platin    | 50.000                |
| …            |                       |